# Rex (konijn)

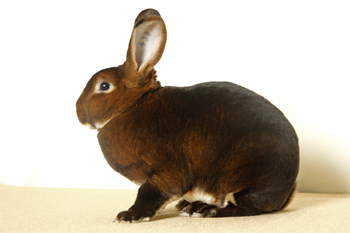
Rexkonijn in de kleur beverbruin

Rex is een van oorsprong Frans konijnenras dat zich van andere onderscheidt door een kortere beharing. Onderscheiden worden de Rex (of Grote Rex) en de Rexdwerg, beide erkend als ras.

## Pels
De Rex valt onder de korthaarrassen. Het Rexkonijn uit Frankrijk, waar het huidige rexkonijn uit stamt is niet de enige waar de rexmutatie heeft plaatsgevonden. Ook bij een Duitse fokker en andere Franse fokker kwam de mutatie voor. Uit het bewijs dat door dieren uit deze lijnen onderling te kruisen en deze normaal harige nakomelingen kregen wist men dat het op zich staande rassen waren.
De pels van de Rexkonijnen onderscheidt zich van andere rassen doordat de dekharen dezelfde lengte hebben als de wolharen en de lengte veel korter is dan bij andere rassen. De haren zijn niet langer dan 19 mm bij de grote Rex en 16 mm bij de Rexdwerg. Bij normaalharige konijnen zijn de nek- en grannenharen langer dan de wolharen en bepalen deze de lengte van de zichtbare pels. Door de gelijke lengte van de haarsoorten lijkt het alsof de vacht geschoren is. De pels voelt fluweelachtig aan. Het haar staat bijna loodrecht op de huid. De pels is mede dankzij het zeer rijke onderhaar zeer dicht en volkomen gelijkmatig. Echter niet de haarlengte maar de zeer dichte inplanting en het zeer rijke onderhaar geven de doorslag bij de waardebepaling.
Naast de bovengenoemde pels zijn er andere omschreven mutaties. De Astrex (ook Astrakan-rex of Deutsche Lockenrex) wordt gekenmerkt door een krullende pels. De Opposum-Rex had haren van 5 cm, die aan de basis een draaiing had welke aan de top steeds duidelijker werd en bij het uiteinde in een krulvorm eindigden. Mogelijk dat er een verwantschap is tussen de angora- en de rexbeharing. De haartoppen waren wit en had een zwarte tussenkleur. Dit gaf een eigenaardige kleur. Beide van deze bijzondere Rex-vormen zijn nagenoeg verdwenen.

## De rassen

##### Rex
De Rex werd in 1927 erkend en als ras opgenomen in de Nederlandse standaard. De Rex valt onder de middenrassen met een ideaal gewicht tussen de 3,5 en 3,9 kilogram. Het type is matig gestrekt. Goed gevuld in voor- en achterhand. De benen zijn kort en stevig. Het ras is middelhoog gesteld. Een juiste stelling toont de aanwezige rasadel. Door de kortere beharing komen de contouren scherper tot uiting dan bij normaalharige rassen. De kop is krachtig ontwikkeld, met een breed voorhoofd en een brede snuit. De kaken en wangen zijn sterk ontwikkeld. Het neusbeen is iets gebogen. De oren zijn stevig van structuur met goed afgeronde oortoppen, goed behaard en worden V-vormig gedragen. De oorlengte is 11 – 13 cm, ideaal is 12 cm. Het geheel is in harmonie met het lichaam.
Erkend in de kleuren: castor, opaal, luchs, zwart, bruin, blauw, geel, oranje, chinchilla, wit rood-oog, wit blauw-oog en feh.

##### Rexdwerg

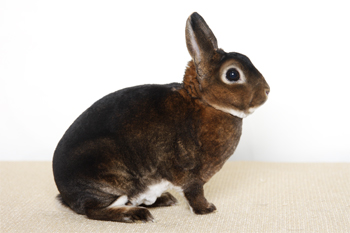
Rexdwerg in de kleur Castor

De Rexdwerg is erkend als ras in 2003 (dalmatiner zwart) en opgenomen in de Nederlandse standaard. Het is een dwergkonijn en heeft een ideaal gewicht van 1300 tot 1500 gram.
Het lichaam is gedrongen (typegroep C) met goede brede schouders en achterhand. Door de kortere pels komen de contouren sterker tot uiting. De benen zijn recht, stevig en niet lang met korte, gesloten voorvoeten. Het ras is middelhoog gesteld. Een juiste stelling toont de aanwezige rasadel. In verhouding tot de grootte van het dier is de kop groot. De kop is krachtig ontwikkeld met breed voorhoofd, brede snuit en goed ontwikkelde kaken en wangen. De oorlengte is 5 – 7 cm, ideaal is 6 cm. De oren worden V-vormig tot nauwsluitend gedragen, zijn goed afgerond zonder vouwen of plooien en goed behaard. Het geheel in harmonie met het lichaam. Het kleine staartje wordt nauwsluitend tegen het midden van de achterhand gedragen. Het lichaam van de voedster onderscheidt zich nauwelijks van die van de ram.
Erkend in de kleuren: castor, dalmatiner zwart, donker sepia marter, midden sepia marter, wit roodoog en rus.